# Stjepan Jukić
Stjepan Jukić (Đakovo, 10. prosinca 1979.) bivši je hrvatski nogometaš. 

## Vanjske poveznice
- Stjepan Jukić